# علي الشرقي
علي بن جعفر الخاقاني الشرقي (1892 - 11 أغسطس 1964) فقيه شيعي وقاضي وسياسي و شاعر عراقي. ولد في النجف وتعلّم في مدارسها وأولع بالأدب والشعر منذ صغره، فانكبّ على قراءته والتبحّر في علومه. نشر شعره وأدبه في عدد من صحف العراق ومجلّاتها. اشترك في ثورة العراقية 1920. عين قاضياً لمحكمة البصرة في 1933 واختير رئيساً لمجلس التمييز الشرعي الجعفري من 1934 حتى 1947. شغل عددًا من المهام الإدارية والقضائية ثم عضوية مجلس الأعيان ومناصب وزارية. من مؤلفاته العرب والعراق وتحقيق ديوان إبراهيم الطباطبائي وعواطف وعواصف ديوان شعره والأحلام مذكّراته. توفي في بغداد. 

## سيرته
هو أبو الإحسان علي بن جعفر بن محمد حسن بن أحمد بن موسى بن راشد الشرقي أو الشروقي. والده كان من كبار فقهاء العراق وشعرائه في القرن التاسع عشر. ولد في النجف أو يقال في الشطرة عام 1890 وتوفي والده وهو طفل صغير فنشأ في كنف خاله عبد الحسين الجواهري.درس علوم اللغة العربية والمنطق والفقه والفلسفة في النجف فبرّز فيها وقال الشعر وجوّده شاباً. 

رحل إلى كرمنشاه في إيران لجباية حقوق للشيخ محمد كاظم الخراساني ثم عاد مسرعًا إلى النجف بعى تفشي وباء الهيضة في إيران.
ولما نشبت الحرب العالمية في أواخر سنة 1914 فلجأ إلى الشطرة وتعرف على مسقط رأس آبائه وزعمائها من آل السعدون. ثم لحق بالسيد محمد سعيد الحبوبي في الناصرية. ثم ذهب إلى النجف وقدم منها إلى بغداد ثم عاد إلى المنتفق مساهماً في الحركة الثورية العشرين. 

رحل إلى الحجاز سنة 1921 عن طريق البصرة والبحر الأحمر وقابل الملك حسيناً في جدة ومكة . ثم عاد إلى العراق وعين عضواً في مجلس التمييز الجعفري في 7 تموز 1927 ثم مارس القضاء الشرعي في البصرة عام 1933 . ثم اختير عضواً في مجلس التمييز الشرعي الجعفري ورئيساً لهذا المجلس من عام 1934-1947 .وبعدها عين عضواً في مجلس الأعيان. 

اختير نائباً أول لرئيس مجلس الأعيان في 5 آذار 1949 وجدد انتخابه في كانون الأول 1949 حتى عيّن وزيراً بلا وزارة في 10 كانون الأول 1949 حتى 5 شباط 1950. وأعيد تعيينه وزيراً بلا وزارة في 7 أيار 1953 إلى 17 أيلول 1953 ثم في 3 آب 1954. واحتفظ بمنصبه في الوزارات المتعاقبة المؤلفة في 17 كانون الأول 1955 و 20 حزيران 1957 و 15 كانون الأول 1957 إلى 3 آذار 1958. ثم من 19 أيار 1958 إلى 14 تموز 1958. وقد استمّر عضواً بمجلس الأعيان إلى 5=6 تموز 1955 وجدّد تسميته عيناً في شهر تشرين الثاني من نفس السنة إلى ثورة تموز 1958. واعتقل عند قيام الثورة، ثم أفرج عنه بعد مدة قصيرة. 

توفي في بغداد يوم 11 أغسطس 1964 ودفن في مقبرة أسرته بالنجف.  

## شعره
اشتهر في مطلع القرن العشرين كأحد رواد النهضة الأدبية في العراق وكان له دور كبير في تطوير الشعر شكلاً ومضمونا. كما كان كاتباً مرموقاً تناول في كتبه ومقالاته القضايا الاجتماعية والسياسية. كان رجل قضاء وسياسة لكنه لم يكن طوال حياته الا شاعراً بالفطرة في رأي مير بصري ووصفه «شاعر الأسى والألم». 

## مؤلفاته
- ديوان علي الشرقي
- الأحلام، 1963
- العرب والعراق، 1963
- عواطف وعواصف، 1953
- ذكرى السعدون، 1929
- الألواح التاريخية
- النوادي العراقية
- بيت الأمة وطبقاتها